# Crkva Blažene Djevice Marije u Solinu
Crkva Blažene Djevice Marije u Solinu ili kako ju je narod zvao Gospa u Bristima,  na mjestu današnje župne crkve Gospe od Otoka, je jedna od dvije (druga je Crkva sv. Stjepana od Otoka) starohrvatske crkve koje je dala podići hrvatska kraljica Jelena Slavna u Solinu 976. godine. Temelji crkve su obilježeni sa sjeverne strane današnje crkve.

## Povijest
Neki znanstvenici vjeruju kako je Gospin otok u Solinu, opkoljen rukavcima rijeke Jadro, bio prvo naselje Hrvata u ovom kraju. Pri iskapanju ispod oltara župne crkve pronađen je i dosta širok rimski zid što govori u prilog da je to mjesto i prije bilo naseljeno.
Na Gospinom otoku je hrvatska kraljica Jelena Slavna u 10. st. dala podići dvije crkve, Blažene Djevice Marije i Sv. Stjepana. Njih spominje više srednjovjekovnih dokumenata, između ostalog i splitski kroničar, Toma Arhiđakon. One spadaju u red tzv. dvojnih crkava (basilica geminatae) koje su u hrvatskim krajevima obično gradili benediktinci. Veća je uvijek bila posvećena Gospi, a manja nekom svecu. Kako su se prema srednjovjekovnim običajima kraljevi pokapali u onoj crkvi u kojoj se krune, crkva Gospe od Otoka je vjerojatno bila krunidbenom crkvom, dok kralj Zvonimir nije, nedaleko od nje, izgradio Krunidbenu crkvu sv. Petra i Mojsija (Šuplja crkva). Prema narodnoj predaji u Solinu je bilo sahranjeno sedam hrvatskih kraljeva.
Svojevrsna potvrda ove teze je bilo otkriće starih temelja pri radovima za izgradnju temelja zvonika današnje župne crkve Gospe od Otoka 1898. god. Don Frane Bulić je nastavio iskapanja i otkrio temelje cijele crkve u čijem je predvorju 28. kolovoza pronašao nadgrobnu ploču kraljice Jelene u komadima. Uklesani natpis s te ploče na latinskom navodi kako je ona bila žena kralja Mihajla Krešimira II., a mati kralja Držislava, podigla ovu crkvu 976. godine. Ostatak Jelenina sarkofaga pronašao je u narteksu ove trobrodne bazilike. Bio je to, dakle, prvi nam poznati mauzolej hrvatskih kraljeva.

## Odlike
Stara crkva Gospe od Otoka je bila trobrodna bazilika, približno velika kao i današnja župna crkva. Poput ostalih starohrvatskih crkava bila je izgrađena od kamena lomljenca, vjerojatno od starijih od materijala sa starijih građevina, obilno povezanih žbukom. Neki znanstvenici vjeruju da su se na pročelju crkve nalazili jedan ili dva zvonika. 
Kako je oko crkve bilo dosta brijestova, narod ju je prozvao Gospa u Bristima, a vrelo koje se nalazi zapadno od crkve Gospin bunarić. Prema predaji, voda ovog izvora se ne bi nikada zamutila, ni za najvećih kiša.
Prije je u blizini crkve bilo i nekoliko mlinica koje su bile u posjedu kraljevske obitelji, u ispravama se spominju samim nazivom "kraljevi mlinari". U srednjem vijeku posjedovanje mlinica je značilo kontrolu feudalne proizvodnje žita, a mlinice su smatrane svojevrsnim bogatstvom sve do Prvog svjetskog rata.

## Orgulje
Ferdo Heferer izgradio je orgulje za crkvu (op. 222) 1913. godine. Glazbalo ima ovu dispoziciju:
| Manual C–f3 |                  |        |
| 1.          | Principal        | 8′     |
| 2.          | Lieblich Gedeckt | 8′     |
| 3.          | Aeoline          | 8′     |
| 4.          | Vox celeste      | 8′     |
| 5.          | Regal            | 4′     |
| 6.          | Flöte            | 4′     |
| 7.          | Mixtur III       | 2 2/3′ |

| Pedal C–d1 |         |     |
| 8.         | Subbass | 16′ |

Spojevi: Pedal Koppel, Superoctav Koppel, Suboctav Koppel. 

Kolektivi: P, MF, F, 0.

Trakture su pneumatske.

## Poveznice
- Gospin otok

## Vanjske poveznice
- Slika današnje crkve[neaktivna poveznica]
- Gospa u Bristima na Službenim stranicama grada Solina